# Ýedigen Aszchabad
Ýedigen Aszchabad (turkm. Ýedigen futbol kluby, Aşgabat) – turkmeński klub piłkarski z siedzibą w stolicy kraju, Aszchabadzie.

## Historia
Chronologia nazw:
- 2003: HTTU Aszchabad (ros. «МТТУ» Ашхабад)
- 2016: Ýedigen Aszchabad (ros. «Едиген» Ашхабад)

Piłkarski klub HTTU Aszchabad został założony w mieście Aszchabad w 2003 roku, chociaż już w 2000 zespół HTTU startował w Pucharze Turkmenistanu. Zespół reprezentował Międzynarodowy Turkmeno-Turecki Uniwersytet (turkm. Halkara türkmen-türk uniwersiteti, HTTU).
W 2004 debiutował w rozgrywkach Wyższej Ligi Turkmenistanu. Zespół zajął 5.miejsce w końcowej klasyfikacji. W następnym sezonie zdobył mistrzostwo kraju, a w 2006 startował w rozgrywkach pucharów azjatyckich. W 2016 zmienił nazwę na Ýedigen Aszchabad.

## Sukcesy

### Trofea międzynarodowe
| \| \| Zdobyte trofea w rozgrywkach międzynarodowych (stan na: 31-12-2015) \| |                                                                     |      |            |
| Rozgrywki                                                                    | Osiągnięcie                                                         | Razy | Sezon(y)   |
| · Liga Mistrzów AFC                                                          | zdobywca                                                            | 0    |            |
| · Liga Mistrzów AFC                                                          | finalista                                                           | 0    |            |
| Puchar AFC                                                                   | zdobywca                                                            | 0    |            |
| Puchar AFC                                                                   | finalista                                                           | 0    |            |
| Puchar AFC                                                                   | 3.miejsce w grupie                                                  | 2    | 2006, 2007 |
| Azjatycki Puchar Zdobywców                                                   | zdobywca                                                            | 0    |            |
| Azjatycki Puchar Zdobywców                                                   | finalista                                                           | 0    |            |
| Puchar Prezydenta AFC                                                        | zdobywca                                                            | 1    | 2014       |
| Puchar Prezydenta AFC                                                        | finalista                                                           | 0    |            |
| FIFA                                                                         | Zdobyte trofea w rozgrywkach międzynarodowych (stan na: 31-12-2015) |      |            |

### Trofea krajowe
Turkmenistan
| \| \| Zdobyte trofea w rozgrywkach Turkmenistanu (stan na: 31-12-2015) \| |                                                                  |      |                        |
| Rozgrywki                                                                 | Osiągnięcie                                                      | Razy | Sezon(y)               |
| Mistrzostwo                                                               | I miejsce                                                        | 3    | 2005, 2006, 2009, 2013 |
| Mistrzostwo                                                               | II miejsce                                                       | 3    | 2007, 2008, 2011       |
| Mistrzostwo                                                               | III miejsce                                                      | 1    | 2012                   |
| Puchar                                                                    | zdobywca                                                         | 2    | 2006, 2011             |
| Puchar                                                                    | finalista                                                        | 2    | 2008, 2012             |
| Superpuchar                                                               | zdobywca                                                         | 3    | 2005, 2009, 2013       |
| Superpuchar                                                               | finalista                                                        | 2    | 2006, 2011             |
| II liga                                                                   | I miejsce                                                        | 0    |                        |
| II liga                                                                   | II miejsce                                                       | 0    |                        |
| II liga                                                                   | III miejsce                                                      | 0    |                        |
| Turkmenistan                                                              | Zdobyte trofea w rozgrywkach Turkmenistanu (stan na: 31-12-2015) |      |                        |

- Turkmenistan President's Cup:
  - zdobywca (3x): 2007, 2008, 2009
  - finalista (1x): 2006

## Stadion
Klub rozgrywa swoje mecze domowe na stadionie HTTU w Aszchabadzie, który może pomieścić 1000 widzów.

## Piłkarze
| Nr | Poz. | Piłkarz                       |
| -- | ---- | ----------------------------- |
| 1  | BR   | Nurgeldi Astanow              |
| 3  | OB   | Hoşgeldi Hojowow              |
| 5  | OB   | Azat Şamyradow                |
| 6  | PO   | Gurbangeldi Batyrow (Kapitan) |
| 7  | NA   | Hemra Amanmämmedow            |
| 8  | PO   | Döwlet Döwletmyradow          |
| 9  | OB   | Nurýagdy Muhammedow           |
| 10 | PO   | Pirmyrat Sultanow             |
| 11 | PO   | Orazberdy Myradow             |

| Nr | Poz. | Piłkarz                 |
| -- | ---- | ----------------------- |
| 14 | PO   | Okan Ersoy              |
| 15 | OB   | Begenç Saidmamedow      |
| 16 | BR   | Döwletmuhammet Jallatow |
| 19 | NA   | Pirguly Saparow         |
| 20 | OB   | Durdymyrat Sähetmyradow |
| 21 | PO   | Wezirgeldi Ylýasow      |
| 22 | NA   | Ýunus Hürmenow          |
| 26 | OB   | Batyrgylyç Berdiýew     |
| 29 | PO   | Agajan Altyýew          |

## Trenerzy
- 2003–2006:  Oraz Geldyýew
- 2006–2013:  Ýazguly Hojageldyýew
- 2009:  Kiçigul Kiçigulow (p.o.)
- 2014–06.2014:  Röwşen Meredow
- 07.2014–...:  Begenç Garaýew